# Armillaria pelliculata
Armillaria pelliculata là một loài nấm trong họ Physalacriaceae. Loài này phân bố ở Africa.